# Benoît Cœuré
Benoit Georges Cœuré (Grenoble, 17 marzo 1969) è un economista francese, dal gennaio 2022 presidente dell'Autorità della concorrenza francese. Dal 2012 al 2019 è stato membro del Board esecutivo della Banca Centrale Europea (BCE).

## Biografia
Nato a Grenoble nel marzo 1969 da padre ingegnere presso la Commissione per l'energia atomica (CEA) e madre insegnante di letteratura, Benoît Cœuré è il più giovane di una famiglia di tre figli.
Si è laureato all'Ecole Polytechnique (X 1987) e alla Scuola Nazionale di Statistica e Amministrazione Economica (Ensae). Ha inoltre conseguito un Master of Advanced Studies (DEA) in analisi e politiche economiche presso la School for Advanced Studies in the Social Sciences (EHESS) e una laurea in giapponese presso l'Università di Parigi (Paris 7).
Cœuré ha insegnato economia all'Ecole Polytechnique e nel 1995 è entrato a far parte della Direzione Generale del Tesoro, dopo aver lavorato per l'Insee. È stato consigliere economico del direttore del Tesoro, poi direttore dell'ufficio di gestione del debito francese all'interno della direzione generale del Tesoro (DGTPE) fino al dicembre 2007. Nel 2008 è stato nominato Capo del Dipartimento Affari Multilaterali e Sviluppo, sempre alla DGTPE, e co-presidente del Club di Parigi. Nel 2009 ha co-presieduto uno dei quattro gruppi di lavoro del G20 responsabili della preparazione del vertice di Londra e nel 2011 un gruppo di lavoro del G20 sulla gestione della liquidità globale, nell'ambito della riforma del sistema monetario internazionale. È stato Vice Direttore e Capo Economista della Direzione Generale del Tesoro dal 24 giugno 2009 al dicembre 2011. Il 1º gennaio 2012, è diventato uno dei sei membri del Comitato esecutivo della Banca centrale europea (BCE) per un mandato di otto anni.

### Banca centrale europea (2012–2019)
Cœuré ha sostituito alla BCE l'italiano Lorenzo Bini Smaghi. Secondo quanto riferito, la Francia aveva insistito, come condizione per approvare l'italiano Mario Draghi come sostituto di Jean-Claude Trichet alla guida della BCE all'inizio dell'anno, sulle dimissioni anticipate di Bini Smaghi in modo che potesse essere nominato un nuovo membro francese. Nelle udienze di conferma di dicembre, in linea con una posizione già dichiarata da Draghi, Cœuré ha affermato che la banca forse dovrebbe aumentare i suoi acquisti di debito sovrano dei paesi membri come parte dello sforzo per combattere la crisi del debito sovrano europeo. Ha affermato, tuttavia, che qualsiasi aumento dell'acquisto di obbligazioni dovrebbe obbedire all'obiettivo primario della BCE di garantire la stabilità dei prezzi.
Durante la sua permanenza alla BCE, Cœuré è stato responsabile delle operazioni di mercato della BCE a partire da marzo 2012, succedendo a José Manuel González Paramo, della supervisione delle infrastrutture di mercato e delle relazioni europee e internazionali e della rappresentanza permanente a Washington (dal 2014) e, per un breve periodo, della ricerca informatica ed economica.  In qualità di responsabile delle operazioni di mercato, ha preparato l'implementazione delle operazioni monetarie su titoli (OMT) nel 2012, tassi di interesse negativi nel 2014, quindi operazioni di acquisto di titoli ("quantitative easing") dal 2015. In qualità di responsabile delle relazioni europee, quando il suo collega tedesco Jörg Asmussen ha lasciato la BCE, è stato membro del Comitato economico e finanziario dell'Unione Europea e del gruppo di lavoro dell'Eurogruppo dal 2014 al 2019.  Ha anche partecipato ai negoziati sul sostegno finanziario a Irlanda, Portogallo, Cipro e Grecia.  Nel novembre 2018 è stato il primo membro del Comitato esecutivo della BCE a discutere le implicazioni dei cambiamenti climatici per la conduzione della politica monetaria.

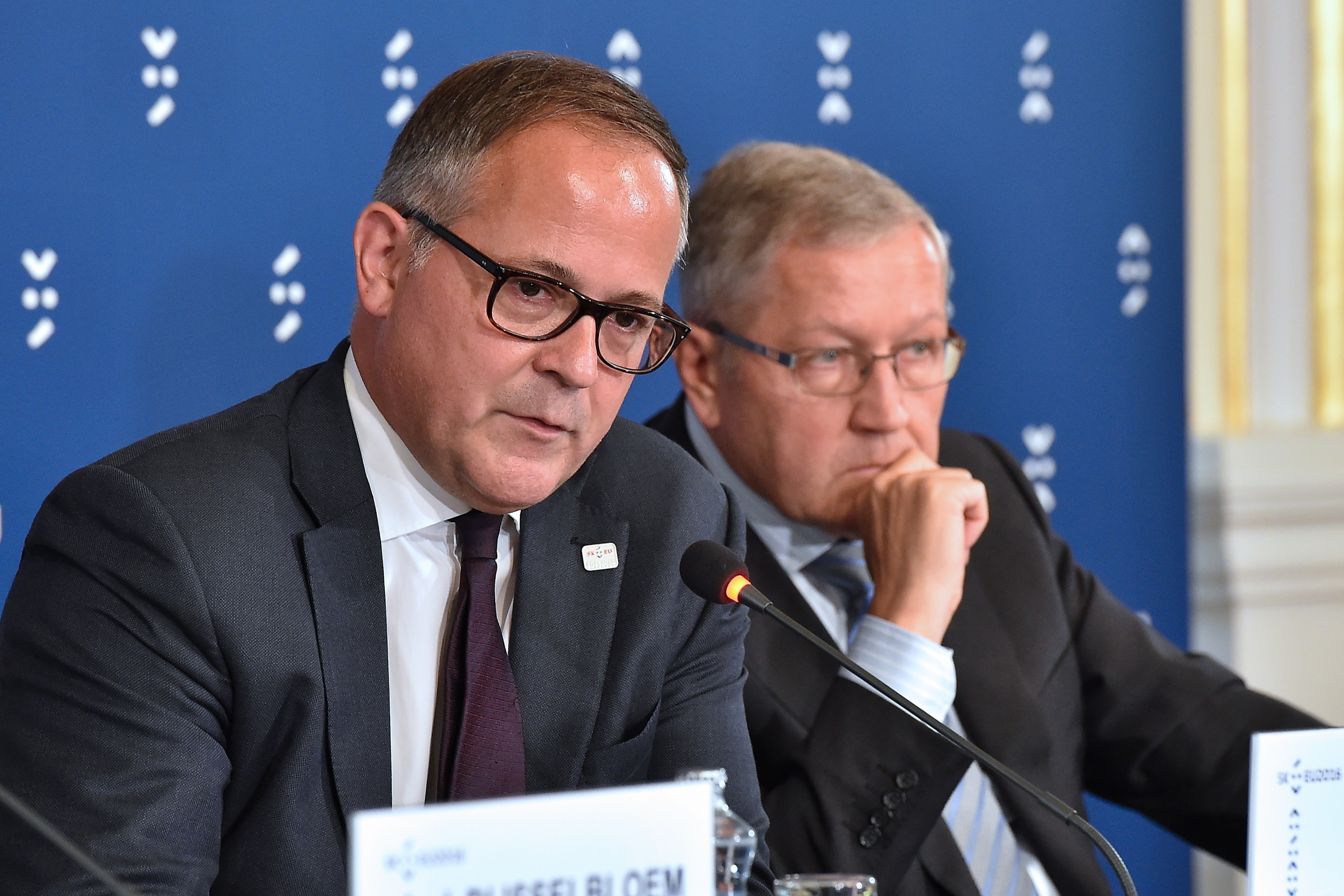
Benoît Cœuré in primo piano (a destra Klaus Regling) in una conferenza stampa dell'Ecofin nel 2016

Cœuré è un sostenitore della politica monetaria della BCE, che prevede il ricorso a misure non convenzionali. Ha ripetutamente osservato che la situazione economica dallo scoppio della crisi giustifica tassi di interesse bassi della BCE. Ha avvertito, tuttavia, che la risposta di politica monetaria della BCE alle crisi comporta dei rischi. Protegge, dice, i governi e gli altri partecipanti al mercato dalla forza disciplinare dei mercati e potrebbe facilitare loro il rinvio di una riforma dolorosa.
Il 18 maggio 2015, in una cena privata finanziata dall'hedge fund Brewan Howard e dove i giornalisti sono assenti, fornisce informazioni sensibili sull'evoluzione della politica monetaria della BCE a gestori di hedge fund e banchieri. Poiché il contenuto di questo intervento non sarà reso pubblico fino al mattino successivo, gli investitori presenti a questa cena hanno l'opportunità di sfruttare queste informazioni per prendere posizione e beneficiare così delle notevoli oscillazioni dei tassi e dell'euro causate dalla pubblicazione successiva al rilascio di tali informazioni. In una lettera indirizzata alla Mediatrice europea ("Ombudsman") Emily O'Reilly, il presidente della BCE Mario Draghi chiarisce le circostanze dell'incidente e specifica che è il risultato di un malinteso tra i diversi servizi della BCE al momento della pubblicazione delle informazioni in questione.  Emily O'Reilly ha accolto favorevolmente le misure proposte dalla BCE per ridurre qualsiasi rischio di ordine analogo..